# لوكا دورديفيك
لوكا دورديفيك (بالأذرية: Luka Corceviç)‏ هو مجدف صربي، ولد في 12 مايو 1991 في بلغراد في صربيا.

## وصلات خارجية
- لوكا دورديفيك على موقع الاتحاد الدولي للتجديف (الإنجليزية)